# 李瘦枝
李瘦枝（1903年—1985年），原名崇德，字寿芝，男，祖籍陕西渭南，生于西安，中国教育家、社会活动家、政治人物，曾任中国民主同盟中央委员会委员、陕西省委员会主任委员，陕西省政协副主席，第五届全国政协委员。